# Joan Comorera i Estarellas
Joan Comorera Estarellas (Barcelona, 6 de maig de 1972) és un advocat i polític català senador al Senat d'Espanya en la XI i XII Legislatures.
Segons diu ell mateix en el seu bloc, Joan Comorera i Soler era oncle del seu avi. Llicenciat en dret, és advocat especialitzat en propietat intel·lectual i propietat industrial. Resideix a Sant Adrià del Besòs, on milita a Iniciativa per Catalunya-Verds i és membre actiu de la Brigada #T, que rebutja taxes judicials imposades pel govern del PP. Fou escollit senador per Barcelona en la llista d'En Comú Podem a les eleccions generals espanyoles de 2015 i 2016.